# HD 100777
Sagarmatha eller HD 100777 är en ensam stjärna belägen i den södra delen av stjärnbilden Lejonet. Den har en skenbar magnitud av ca 8,42 och kräver åtminstone en stark handkikare eller ett mindre teleskop för att kunna observeras. Baserat på parallax enligt Gaia Data Release 2 på ca 20,2 mas, beräknas den befinna sig på ett avstånd på ca 162 ljusår (ca 50 parsek) från solen. Den rör sig bort från solen med en heliocentrisk radialhastighet på ca 1,2 km/s.

## Nomenklatur
HD 100777 tilldelades namnet Sagarmatha på förslag av Nepal i kampanjen NameExoWorlds under IAU:s 100-årsjubileum år 2019. Sagarmatha "liknar det nepalesiska namnet på Mount Everest" och exoplaneten som kretsar kring den fick namnet Laligurans (det nepalesiska namnet på blomman Rhododendron)

## Egenskaper
HD 99109 är en gul stjärna i huvudserien av spektralklass G8 V. Den har en massa som är ca 1,0 solmassor, en radie som är ca 1,1 solradier och har ca 1,0 gånger solens utstrålning av energi från dess fotosfär vid en effektiv temperatur av ca 5 000 - 6 000  K.
En undersökningen 2015 har uteslutit att det finns någon ytterligare följeslagare inom avstånd från 18 till 369 astronomiska enheter från stjärnan.

## Planetsystem
År 2007 upptäcktes en exoplanet i omlopp kring stjärnan.
| Planet | Massa           | Halv storaxel (AE) | Siderisk omloppstid (d) | Excentricitet | Inklination | Radie |
| ------ | --------------- | ------------------ | ----------------------- | ------------- | ----------- | ----- |
| b      | >1,16 ± 0,03 MJ | 1,03 ± 0,03        | 383,7 ± 1,2             | 0,36 ± 0,02   | -           | -     |